# Juan Carlos Arruti Azpitarte
Juan Carlos Arruti Azpitarte, alias Paterra (San Sebastián, 18 de agosto de 1960) es uno de los terroristas más sanguinarios de ETA. Fue condenado a 1.285 años de cárcel como autor de 14 asesinatos. Miembro del comando Araba de la banda terrorista ETA, fue detenido el 16 de septiembre de 1989. Tras pasar 24 años en prisión, fue liberado el 19 de noviembre de 2013.

### Delitos
Según la fiscalía, Arruti participó en 14 asesinatos, de ellos diez atentados con resultado de muerte, ocho asesinatos frustrados, cinco atentados más, tres delitos de estragos, diez delitos de detención ilegal, tres robos, 11 delitos de utilización indebida de vehículo a motor, un delito de terrorismo, otro de pertenencia a banda armada, posesión de armas, amenazas, lesiones, etcétera.
Participó en los siguientes delitos:
- Asesinato del subcomisario Pedro Ortiz, por el que fue condenado a 65 años de prisión;
- Asesinato del político de Elgoibar Jaime Arrese, por el que fue condenado a 27 años de prisión;
- Atentado contra la casa cuartel de Llodio, por el que fue condenado a 67 años de prisión;
- Asesinato del general retirado Luis de Azcárraga, por el que fue condenado a 39 años de prisión;
- Asesinato de dos guardias civiles, por el que fue condenado a 90 años de prisión.
- Asesinato del policía Félix Gallego Salmón, en el que resultó herido su amigo Cándido Martín Franco, por los que fue condenado a 50 años de cárcel.[1]

### Detención
Arruti Aizpitarte fue detenido en Irún el 16 de septiembre de 1989, tras un enfrentamiento con agentes de la Guardia Civil, en la autopista Bilbao-Behovia. Durante la operación policial murieron los etarras Juan Oyarbide Aramburu, alias Txiribitas, y Manuel Urionabarrenechea Betanzos, alias Manu.
En diciembre de 1992 fue trasladado a la prisión de Sangonera (Murcia), procedente la cárcel madrileña de Alcalá-Mecó.

### Prisión de Córdoba
Fue trasladado a la prisión de Córdoba en 2008, poco después de que le fuese aplicada la doctrina Parot en previsión a una futura puesta en libertad. Arruti tenía que abandonar la cárcel el 5 de marzo de 2009, pero una vez le aplicaron la doctrina Parot le alargaron su estancia en prisión otra década: hasta 2019. Sin embargo, la anulación de esta jurisprudencia por el Tribunal Europeo de Derechos Humanos significaría, según la asociación de familiares de presos de ETA Etxerat, la puesta en libertad del terrorista. Fue liberado el 19 de noviembre de 2013.